# Jean-Paul Abalo
Jean-Paul Yaovi Dosseh Abalo (Lomé, 1975. június 26. –) togói válogatott labdarúgó.